# Erick Walder
Pour les articles homonymes, voir Walder.
Erick Walder (né le 5 novembre 1971 à Mobile) est un athlète américain spécialiste du saut en longueur.

## Carrière
Étudiant à l'université de l'Arkansas, il remporte pour le compte des Razorbacks dix titres NCAA de 1989 à 1994, compétitions en salle et en plein air confondues, dans les disciplines du saut en longueur et du triple saut. En 1993, Erick Walder termine quatrième des Championnats du monde de Stuttgart avec la marque de 8,05 m. Il obtient les meilleures performances de sa carrière durant la saison 1994, réalisant 8,43 m en salle à Indianapolis et 8,74 m (+2,0 m/s) en plein air à El Paso. Il décroche sa première médaille lors d'une compétition internationale majeure en se classant troisième des mondiaux indoor 1995 de Barcelone, remportés par Iván Pedroso. En 1997, l'Américain monte sur la deuxième marche du podium des Championnats du monde d'Athènes avec 8,38 m, à quatre centimètres seulement du Cubain. Troisième meilleur performeur mondial de l'année avec 8,49 m, il se classe troisième de la Finale du Grand Prix à Fukuoka. Il décroche une nouvelle médaille de bronze à l'occasion des Championnats du monde en salle de 1999.
Contrôlé positif aux amphétamines lors du meeting Adidas Track Classic de Carson, le 5 juin 2004,  Erick Walder est suspendu deux ans par les instances internationales, d'octobre 2004 à octobre 2006.

## Palmarès
| Date | Compétition                    | Lieu      | Place | Marque |
| ---- | ------------------------------ | --------- | ----- | ------ |
| 1993 | Championnats du monde          | Stuttgart | 4e    | 8,05 m |
| 1995 | Championnats du monde en salle | Barcelone | 3e    | 8,14 m |
| 1995 | Finale du Grand Prix           | Monaco    | 6e    | 7,77 m |
| 1997 | Championnats du monde en salle | Paris     | 4e    | 8,24 m |
| 1997 | Championnats du monde          | Athènes   | 2e    | 8,38 m |
| 1997 | Finale du Grand Prix           | Fukuoka   | 3e    | 8,40 m |
| 1999 | Championnats du monde en salle | Maebashi  | 3e    | 8,30 m |
| 1999 | Finale du Grand Prix           | Munich    | 3e    | 8,15 m |